# João Pinheiro (kommun)
João Pinheiro är en kommun i Brasilien.   Den ligger i delstaten Minas Gerais, i den sydöstra delen av landet, 290 km sydost om huvudstaden Brasília. Antalet invånare är 45 260.
Följande samhällen finns i João Pinheiro:
- João Pinheiro

Omgivningarna runt João Pinheiro är huvudsakligen savann. Trakten runt João Pinheiro är nära nog obefolkad, med mindre än två invånare per kvadratkilometer.